# Damias insignis
Damias insignis là một loài bướm đêm thuộc phân họ Arctiinae, họ Erebidae.